# Drexel Burnham Lambert
Drexel Burnham Lambert war eine der größten Investmentbanken der Wall Street. Im Februar 1990 musste sie nach Unregelmäßigkeiten im Markt für Ramschanleihen Insolvenz anmelden. Zu Blütezeiten war Drexel Burnham Lambert die fünftgrößte Investmentbank der Vereinigten Staaten.

## Gründung
I. W. „Tubby“ Burnham gründete die Firma 1935 als Burnham & Company, einem kleinen, in New York ansässigen Broker. 1967 bis 1973 erfolgte eine Fusion mit Drexel & Company, welche die Ausdehnung der Geschäfte in Richtung Investmentbanking ermöglichte. Drexel Burnham Company fusionierte wiederum 1976 mit William D. Witter, der US-amerikanischen Tochter der belgischen Beteiligungsgesellschaft „Groupe Bruxelles Lambert“ (GBL). Drexel Burnham Lambert blieb zu 26 % im Besitz von GBL, die restlichen Anteile hielten überwiegend die Angestellten.

## Geschäftsmodell
Drexel Burnham Lambert beschäftigte sich sowohl als Berater von Startup-Firmen als auch mit ertragsstarken Hochzinsanleihen (auch Schrott- oder Ramschanleihen genannt), die damals hauptsächlich von in Schwierigkeiten geratenen Unternehmen („fallen angels“) ausgegeben wurden. Michael Milken wird dabei zugeschrieben, den Markt für Hochzinsanleihen (englisch junk bonds) etabliert zu haben. Ramschanleihen waren Ende der 70er Jahre kaum bekannt. Milken bewarb diese als Anlageklasse, die nur geringfügig riskanter waren als Anleihen von Blue-Chip-Unternehmen, jedoch damals eine rund 6 % höhere Verzinsung brachten.
Die Firma zeigte dabei aggressivere Geschäftspraktiken als viele Konkurrenten. In den 1980er Jahren stellten Milken und Drexel durch die Ausgabe von Ramschanleihen Kapital zur Verfügung, um feindliche Übernahmen zu finanzieren. Zahlreiche Aktiengesellschaften wurden damals zu Marktwerten gehandelt, die unter der Summe der Vermögenswerte lagen. Der Aufkauf von Unternehmen, um diese dann in Einzelteile zu zerlegen und weiterzuverkaufen, bot große Profitchanchen. Drexel stellte 1984 T. Boone Pickens Kapital zur Attacke auf Gulf Oil zur Verfügung, die zur Fusion mit Chevron führte. Milken stand auch hinter dem Übernahmeangebot von Carl Icahn für TWA. Angebote für Unocal, Phillips 66, MGM/UA folgten. Drexels Anleihen standen auch hinter Kohlberg Kravis Roberts & Co. und deren Angebot für RJR Nabisco. Drexels Konkurrenten Goldman Sachs, First Boston, Merrill Lynch and Shearson Lehman Hutton folgten in den Markt für Ramschanleihen, Drexel konnte aber noch 1985 50 % der Neuausgaben durchführen.

## Untergang

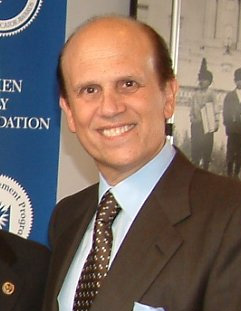
Michael Milken 2006, er war bei Drexel der Leiter der Abteilung für "hochverzinsliche Wertpapiere", sein Spitzname war „Junk Bond King“ – König der Ramschanleihen.

Im Mai 1986 kamen Teile des Managements von Drexel Burnham Lambert unter Anklage im Zusammenhang mit Insiderhandel. Sowohl die Securities and Exchange Commission als auch Rudy Giuliani starteten Untersuchungen. Drexel Burnham Lambert drohte die Anklage unter dem RICO-Act; einige Mitglieder des Managements sahen keine Chance, dies abzuwehren. Schlussendlich wurde einer Strafzahlung von 650 Millionen US-Dollar mit der SEC zugestimmt, die Drexel schwächte. Der folgende Einbruch des Marktes für Ramschanleihen – verursacht durch höhere Ausfallraten, einen wirtschaftlichen Abschwung und neue gesetzliche Bestimmungen, die die Anlage in Junk Bonds erschwerten – trafen Drexel hart, deren Portfolio von über 1 Milliarde USD an Ramschanleihen rasch an Wert verlor. Drexels Bonitätsnote verschlechterte sich, die Bank war jedoch auf kurzfristige Refinanzierung angewiesen. Sowohl diese als auch Versuche eine Rettung durch die SEC oder eine Fusion zu organisieren, scheiterten. Im Februar 1990 musste Drexel Burnham Lambert Konkurs anmelden. In der Folge wurden 5.000 Angestellte entlassen.
Das Wirtschaftsmagazin Fortune führte den Zusammenbruch des Unternehmens hauptsächlich auf unternehmerische Hybris zurück: „Deshalb konnten sie den 500 größten Unternehmen mit Übernahme drohen, ohne je politische Vergeltung befürchten zu müssen. Und deshalb konnten sie sich und ihre Kunden für Spekulationsgeschäfte hemmungslos verschulden, ohne sich für den Tag zu wappnen, an dem Schulden nicht mehr ‚in‘ sein würden. Ein früherer leitender Mitarbeiter bekennt: ‚Sehen Sie, wir dachten, wir sind unverwundbar.‘“

## DBL und die Finanzkrise ab 2007
Drexel Burnham Lambert gab als erste Institution bereits 1987 Collateralized Debt Obligations (CDOs) aus, eine spezielle Klasse von Asset Backed Securities (ABS). CDOs und ABS werden als mitverantwortlich für die Finanzkrise ab 2007 angesehen.

## Nachfolger
Apollo Management, eine Private-Equity-Firma, wurde von Drexels Angestellten, geführt von Leon Black, gegründet.